# Pélinka-Youmboura
Pour les articles homonymes, voir Pelinka.
Ne doit pas être confondu avec Pélinka.
Pélinka-Youmboura est une localité située dans le département de Gbomblora de la province du Poni dans la région Sud-Ouest au Burkina Faso.

## Santé et éducation
Le centre de soins le plus proche de Pélinka-Youmboura est le centre de santé et de promotion sociale (CSPS) de Gbomblora tandis que le centre hospitalier régional (CHR) de la province se trouve à Gaoua.